# Neulateinische Literatur
Neulateinische Literatur ist die in Latein verfasste Literatur des Renaissance-Humanismus und der anschließenden Epochen der Neuzeit bis in die Gegenwart. Sie beginnt mit den Werken des Frühhumanismus in der ersten Hälfte des 14. Jahrhunderts, doch wurden noch bis ins späte 15. Jahrhundert auch Werke (vor allem Dichtungen) verfasst, die zur mittellateinischen Literatur gehören. Im 14. und 15. Jahrhundert bestanden mittellateinische und neulateinische Literatur nebeneinander; zur neulateinischen Literatur dieses Zeitraums gehören diejenigen Werke, deren Autoren sich als Humanisten betrachteten.
Von der mittellateinischen Literatur unterscheidet sich die neulateinische dadurch, dass sie sich strikt an den als klassisch betrachteten antiken Vorbildern orientiert, insbesondere am Schrifttum aus der Epoche der Goldenen Latinität. Den Wortschatz und die Syntax dieser Vorbilder erhoben die Humanisten zu einer verbindlichen Norm. Daher kennt das Neulatein im Unterschied zum Mittellatein keine Sprachentwicklung, sondern ist fixiert. Der Begriff „neulateinisch“ ist somit irreführend, denn es handelt sich nicht um ein „neues“ Latein, sondern um eine konsequente Rückkehr zu einer bestimmten Stufe der antiken Latinität. Dies bedeutet eine bewusste Beschränkung auf die literarischen Ausdrucksmöglichkeiten, die innerhalb der dadurch vorgegebenen Grenzen bestehen, und damit weitgehend auch auf Stoffe, die sich zur Darstellung in solchem Rahmen eignen. Darauf nimmt das Schlagwort von der „toten“ Sprache Bezug, einer Sprache, die sich nicht mehr fortentwickelt und neuen Bedürfnissen anpasst.

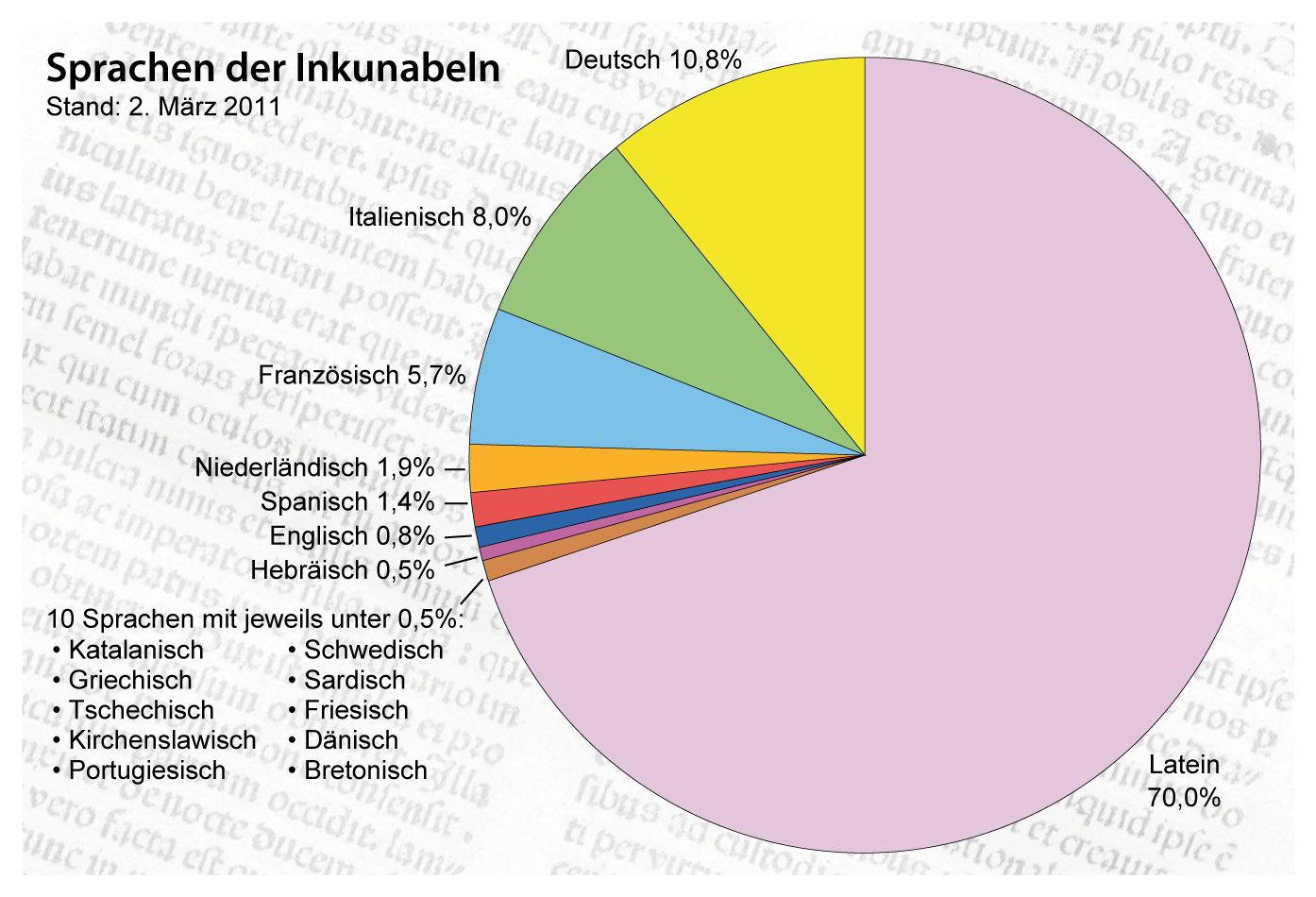
Der frühe Buchdruck wurde von lateinischen Werken bestimmt, die Volkssprachen spielten nur eine untergeordnete Rolle.

Was ihren Umfang und die Zahl der veröffentlichten Bücher betrifft, so übertrifft die neulateinische Literatur bis ins 18. Jahrhundert die Literaturen aller anderen europäischen Sprachen. 21.123 der rund 30.000 Wiegendrucke, also etwa 70 %, erschienen in lateinischer Sprache (zum Vergleich die nächstgrößeren Sprachen: 3303 auf Deutsch, 2433 auf Italienisch, 1782 auf Französisch, 571 auf Niederländisch, 437 auf Spanisch, 240 auf Englisch, 154 auf Hebräisch). „Es sollte Jahrhunderte dauern, bis sich dieses Verhältnis ausglich und schließlich umkehrte.“

## Lateinische Literatur der Renaissance
Die Renaissance ist auf literarischem Gebiet eine Wiedergeburt der antiken Latinität. In bewusster Abkehr von dem als unelegant empfundenen Mittellatein, insbesondere von der Fachsprache der Scholastik, orientieren sich die ersten Humanisten, Petrarca und Boccaccio, an den Klassikern der römischen Literatur, vor allem an Cicero. Auch nördlich der Alpen setzt sich im Verlauf der Renaissance der Stil der Klassiker durch, wobei Erasmus von Rotterdam mit seinem eleganten Latein eine wichtige Rolle spielt. Die Problematik einer nachahmenden, auf das Vorbild Cicero fixierten Literatur wird in der Kontroverse um den Ciceronianismus thematisiert, in der die Humanisten über Sinn und Grenzen des Imitierens von Vorbildern reflektieren.
Reformation und Gegenreformation förderten das Lateinische. Luthers Freund Philipp Melanchthon verfasste Lehrbücher und Lehrpläne für die neu errichteten evangelischen Gymnasien, deren wichtigstes Ziel eine aktive Beherrschung des Lateinischen war.
In Briefen an Nicolaus Copernicus lässt sich ein Übergang zur neulateinischen Gelehrtensprache in den zwanziger und dreißiger Jahren des 16. Jahrhunderts verfolgen. Der Heidelberger Professor und Rektor Johannes Sculteti (um 1450–1526) verwendet 1521 noch ein relativ schwerfälliges mittelalterliches Latein, Gemma R. Frisius (1508–1555) schreibt 1541 bereits ein klares und bildhaftes Neulatein.

## Lateinische Literatur vom 17. bis zum 19. Jahrhundert
Die Jesuiten begeistern mit ihrem lateinischen Schultheater auch das einfache Volk. Ein Jesuit, Jakob Balde (1604–1668), gilt als größter unter den lateinisch schreibenden deutschen Barockdichtern. Generationen von Kindern lernen seit 1658 Latein mit dem Orbis sensualium pictus, dem berühmten deutsch-lateinischen Bilderbuch des großen Pädagogen Comenius.
Mit dem Erstarken der Nationalsprachen seit dem 17. Jahrhundert verlor Latein mehr und mehr an Boden. In Deutschland erschienen im Jahre 1681 zum ersten Mal mehr Bücher auf Deutsch als in Latein. Lateinische Belletristik wie der 1741 erschienene Roman Nikolai Klimii iter subterraneum des Dänen Ludvig Holberg war nunmehr die Ausnahme. Weiterhin wichtig blieb Latein aber als internationales Verständigungsmittel in den Wissenschaften: Nicolaus Copernicus, Johannes Kepler und Galileo Galilei veröffentlichten ihre bahnbrechenden astronomischen Erkenntnisse in lateinischer Sprache, auch die Philosophiae Naturalis Principia Mathematica von Isaac Newton erschien noch 1687 auf Latein. Der Philosoph René Descartes ist mit seinem Satz Cogito ergo sum aus seinen principia philosophiae berühmt geworden, und Arthur Schopenhauer verfasste noch 1830 seine Theoria colorum physiologica auf Latein. Die von dem Schweden Carl von Linné in seinem Systema naturae 1735 entwickelte Methode, Lebewesen lateinisch zu klassifizieren, ist bis heute in Gebrauch. Vor allem in den Niederlanden verfassten nicht wenige Autoren wie Hieronymus de Bosch umfangreiche carmina in lateinischer Sprache bis zur Schwelle des 19. Jahrhunderts.

## 20. und 21. Jahrhundert
Auch im 20. und 21. Jahrhundert entstand und entsteht lateinische Literatur. Der Gymnasiallehrer und Tübinger Indologe Hermann Weller schrieb in klassischen Metren zahlreiche preisgekrönte Gedichte, die 1938 bzw. 1946 gesammelt erschienen. Josef Eberle, der langjährige Herausgeber der Stuttgarter Zeitung, verfasste vor allem für die Sonntagsbeilage seines Blatts lateinische Gedichte. Eberle wurde 1962 von der Universität Tübingen in Anlehnung an die Tradition der Frühen Neuzeit mit dem Lorbeer gekrönt. Bekannt sind auch die Satiren und Epigramme des in Berlin geborenen Amerikaners Harry C. Schnur (C. Arrius Nurus). In Göttingen verfasste Fidel Rädle lateinische Gedichte. Von dem Heidelberger Latinisten Michael von Albrecht ist 1989 der satirisch-utopische Roman „Memoiren eines Affen“ auf Latein erschienen. Wegen ihrer gefühlvollen Gedichte als Sappho von Marburg bekannt ist Anna Elissa Radke.
Nach wie vor erscheinen zahlreiche lateinische Zeitschriften. Die Societas Latina mit Sitz in Saarbrücken gibt fünfmal im Jahr die lateinische Zeitschrift Vox Latina heraus. Ihr bekanntester Vertreter war Caelestis Eichenseer, der sich sehr um die Pflege des Lateinischen verdient gemacht hat. Ferner erscheinen die neulateinischen Zeitschriften Rumor Varius und Tiro – Zeitschrift für Latein (Bad Dürkheim). Seit etwa 1976 gibt der Vatikan die Zeitschrift Latinitas heraus, unter anderem mit aktuellen Nachrichten. Radio Bremen verbreitete 16 Jahre lang lateinische Nachrichten über Rundfunk und Internet, die jedoch seit Ende 2017 nicht mehr fortgeführt werden. Außerdem gibt es auch eine lateinischsprachige Wikipedia.

## Textsammlungen
Allgemein
- Michael von Albrecht (Hrsg.): Scripta Latina. Accedunt variorum carmina Heidelbergensia, dissertatiunculae, colloquia. Peter Lang, Frankfurt a. M. 1989, ISBN 3-8204-9938-5 (enthält u. a. zahlreiche neulateinische Gedichte des 20. Jahrhunderts)
- Martin Korenjak (Hrsg.): Neulatein. Eine Textsammlung. Lateinisch / Deutsch. Ausgewählt und herausgegeben. Reclam, Ditzingen 2019.

Dichtung
- William M. Barton, Stephen Harrison, Gesine Manuwald, Bobby Xinyue (Hrsg.): An anthology of neo-Latin poetry by classical scholars. (Bloomsbury neo-Latin series. Early modern texts and anthologies). New York: Bloomsbury Academic, 2024. – Rezension von Anne Mahoney, Bryn Mawr Classical Review 2024.07.16
- P. A. Budik: Leben und Wirken der vorzüglichsten lateinischen Dichter des XV.–XVIII. Jahrhunderts, sammt metrischer Übersetzung ihrer besten Gedichte, beigefügtem Originaltext und den nöthigen Erläuterungen. J. B. Wallishauser, Wien 1827.
- Josef Eberle (Hrsg.): Viva Camena. Latina huius aetatis carmina. Artemis, Zürich 1961.
- Vito R. Giustiniani: Neulateinische Dichtung in Italien 1850–1950. Ein unerforschtes Kapitel italienischer Literatur- und Geistesgeschichte. Niemeyer, Tübingen 1979, ISBN 3-484-52079-5.
- Leo M. Kaiser: Early American Latin Verse, 1625–1825. An Anthology. Bolchazy-Carducci, Chicago 1984, ISBN 0-86516-029-5.
- James J. Mertz, John P. Murphy: Jesuit Latin Poets of the 17th and 18th Centuries. An Anthology of Neo-Latin Poetry. Bolchazy-Carducci, Wauconda (Illinois) 1989, ISBN 0-86516-214-X.
- Fred J. Nichols (Hrsg.): An Anthology of Neo-Latin Poetry. Yale University Press, New Haven 1979, ISBN 0-300-02365-0.

Drama
- Fidel Rädle (Hrsg.): Lateinische Ordensdramen des XVI. Jahrhunderts mit deutschen Übersetzungen. De Gruyter, Berlin 1979, ISBN 3-11-003383-6.

Gebrauchsprosa
- Alfons Fitzek (Hrsg.): Latein in unserer Zeit. Europäische Kulturgeschichte im Spiegel von Ehrenurkunden. Naumann, Würzburg 1990, ISBN 3-88567-060-7 (41 lateinische Ehrenurkunden des 20. Jahrhunderts mit deutscher Übersetzung).